# Jamala
Jamala (hivatalos nevén: Szuszana Alimivna Dzsamalagyinova; ukrán írással: Сусана Алімівна Джамаладінова, krími tatár írással: Susana Camaladinova) (Os, Szovjetunió (ma Kirgizisztán), 1983. augusztus 27. –) krími tatár és örmény származású ukrajnai énekesnő, a 2016-os Eurovíziós Dalfesztivál győztese.
Személyében először győzött az Eurovíziós Dalfesztiválon muszlim énekes.
Az 1944 című háborúellenes dalban Jamala a saját ükanyjának a történetét meséli el, akit nácinak bélyegeztek a szovjetek, és több ezer krími tatárral Közép-Ázsiába telepítettek ki. Ott rengetegen meghaltak, a túlélők és utódaik csak 1989-ben térhettek haza a Krím félszigetre.

## Élete
Jamala Osban született a mai Kirgizisztán területén egy krími tatár apa és egy örmény anya gyermekeként. Krími tatár őseit erőszakkal telepítették át a Krím félszigetről a közép-ázsiai köztársaságba a második világháború idején, bár saját rokonai a szovjet oldalon harcoltak. 1989-ben családja visszatért Krím félszigetre. Anyai ősei a Nagorno-Karabahból származnak. Nagyapja földjeit elkobozták, és Osba száműzték, ahol megváltoztatta örmény nevét.
Jamala az anyanyelvi szinten beszél oroszul, s folyékonyan ukránul, amit fiatalként tanult. Bár krími tatárul írt néhány dalt, nem beszéli gördülékenyen a nyelvet.
Szülei elváltak, hogy anyja házat vásárolhasson a Krím félszigeten a leánykori neve alatt. Ebben az időszakban a szovjet hatóságok nem engedték, hogy a krími tatárok, akárcsak az apja, vásárolhassanak a félszigeten.

## Karrierje

### 2010–2015
Jamala kora gyermekkora óta érdeklődik a zene iránt. Kilencéves korában készítette az első szakmai felvételt, elénekelve 12 krími tatár népdalt. Belépett a szimferopoli zenekollégiumba, majd később az Operaház énekesnője lett, majd a Csajkovszkij Nemzeti Zeneakadémián szerzett diplomát, bár kedvelte a popzenei karriert.

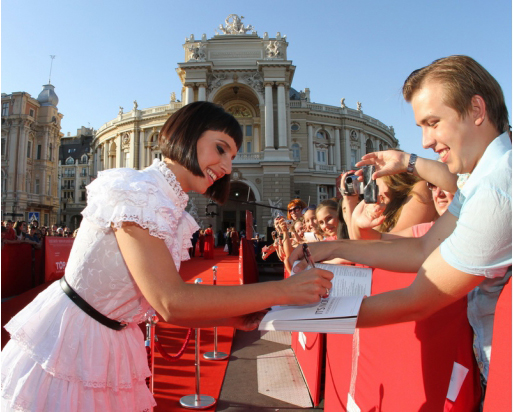
Jamala autogramot ad az Odesszai Nemzetközi Filmfesztiválon, 2012. július 13-án

2010. február 14-én kiadta első kislemezét You Are Made of Love a For Every Heart albumából. 2010. október 18-án megjelent It’s Me, Jamala című második kislemeze. 2010. november 23-án kiadta a Smile -t, mint az album harmadik kislemezét. 2010 végén és 2011 elején részt vett az ukrán eurovíziós nemzeti válogatóban a 2011-es Eurovíziós Dalfesztiválra, a Smile című dallal. A dal népszerű volt, sikerült a verseny döntőjében a legjobb háromban végzenie, viszont nem nyerte meg a válogatót. 2011. április 12-én kiadta debütáló stúdióalbumát For Every Heart címmel, a Moon Records Ukraine-en keresztül. 2012. november 8-án kiadta a Ja Ljublju Tebja című dalt (oroszul: Я Люблю Тебя, magyarul: Szeretlek) a második stúdióalbumából, az All or Nothing-ról.
A Hurt a második kislemezként jelent meg, és 2013. március 6-án kiadta a Kaktusz című dalát (ukránul: Кактус, magyarul: Kaktusz). 2013. március 19-én kiadta All or Nothing című albumát, a Moon Records Ukraine révén. 2014. szeptember 25-én jelent meg a Zaplutalasz című dala (ukránul: Заплуталась, magyarul: Zavaros), a debütáló EP-dalt. Az EP 2014. október 1-jén jelent meg az Enjoy Records-on keresztül. 2015. március 26-án megjelent az Ocsima (ukránul: Очима, magyarul: Szemeimmel), mint a harmadik (Podih) albumának vezető kislemezeként. A Slah dodomu (magyarul: Utam hazafelé) a második kislemezként jelent meg 2015. május 18-án. 2015. június 15-én a Podih (ukránul: Подих, magyarul: Lehelet) a harmadik kislemezként megjelent. Podih albumát 2015. október 12-én adta ki, az Enjoy Records segítségével.

### 2016

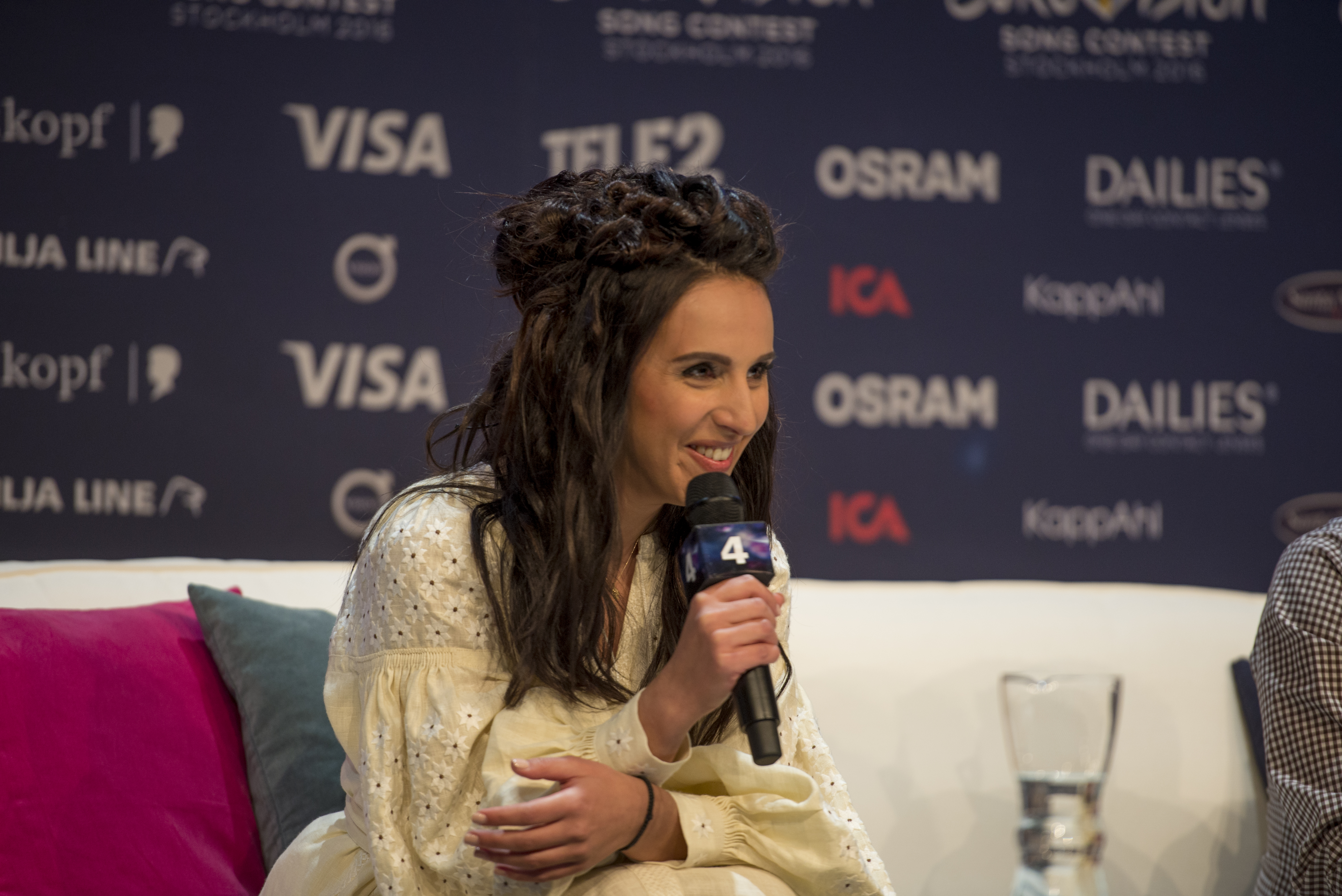
Jamala

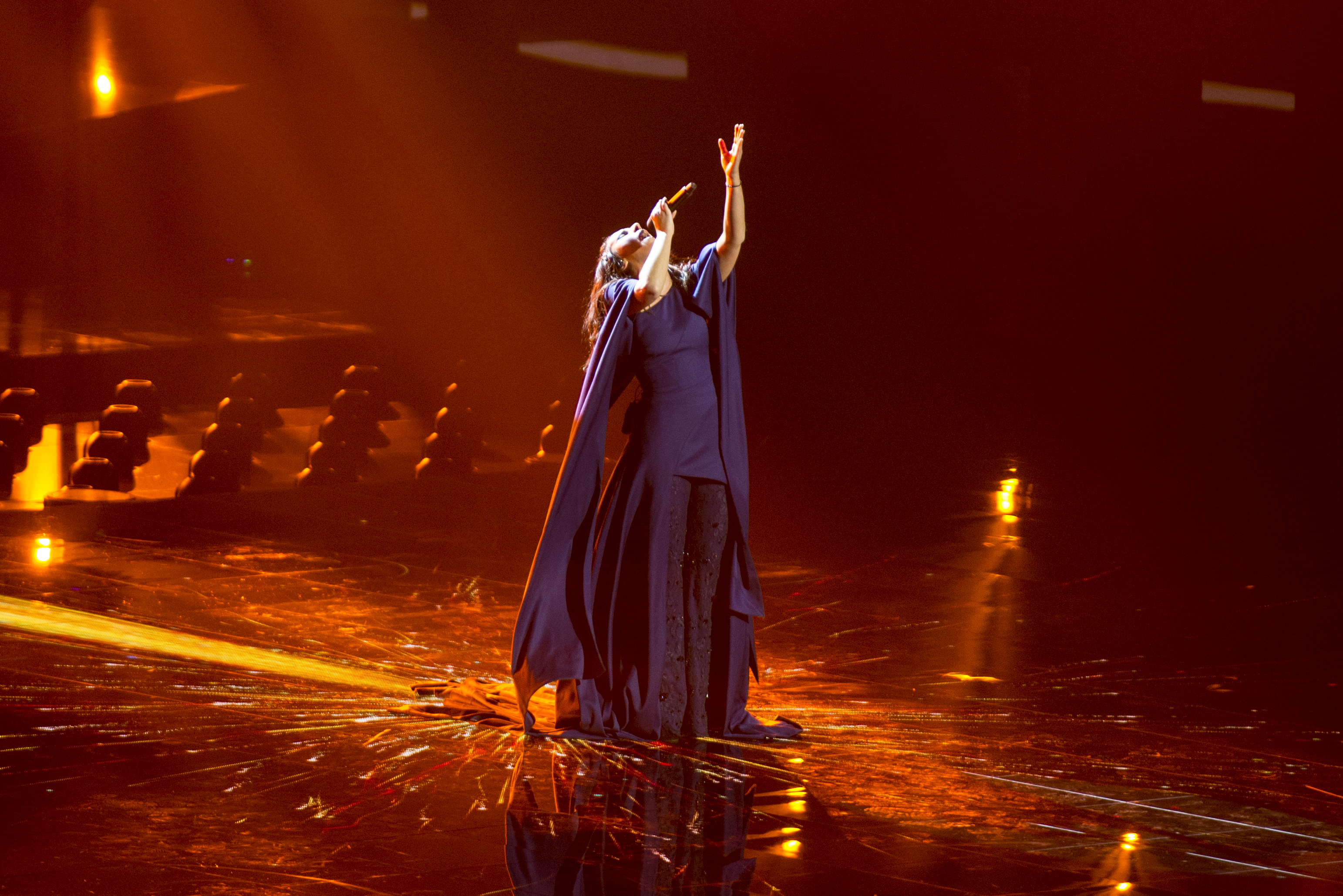
Jamala a 2016-os Eurovíziós Dalfesztiválon

Jamala sikeresen képviselte Ukrajnát a 2016-os Eurovíziós Dalfesztiválon. A dal a krími tatárok 1944-es kitelepítésről szól, különösen a ükanyjáról, aki elvesztette a lányát, miközben deportáltak Közép-Ázsiába. Jamala 2014-ben írta a dalszöveget. A második elődöntőben 14. helyezést ért el, és tíz olyan résztvevő között volt, aki a döntőbe kvalifikálta magát. Később bejelentették, hogy 287 pontot szerezve a második helyezett, és 152 ponttal megnyerte a távszavazást. Végül 2016. május 14-én Jamala 534 ponttal megnyerte a versenyt. Daláról az orosz média és a törvényhozás úgy vélekedett, hogy az kritizálja a Krím félsziget Oroszország által történt megszállását, és az „Oroszország és Ukrajna közötti közelgő háborút” a Donyec-medencében. Emiatt bejelentették, hogy a 2017-es Eurovíziós Dalfesztiválon csak a hivatalos állami jelképeket engedélyezik, ami a krími tatárok zászlainak tilalmát is jelentette, így a krími tatár támogatóknak is csak az ukrán zászlókat szabadott használni.
Az Eurovíziós Dalfesztiválon aratott győzelme után az ukrán elnök, Petro Olekszijovics Porosenko átadta neki az „Ukrajna nemzeti művésze” címet.
2016. május 17-én Porosenko bejelentette, hogy az ukrán külügyminisztérium Jamalát jelöli az UNICEF Goodwill nagykövetének.
2024-ben ő ismerteti az ukrán szakmai zsűri pontjait az Eurovíziós Dalfesztiválon.

## Magánélete
2017. április 26-án Jamala feleségül ment Szejit-Bekir Szulejmanovhoz. Kapcsolatukat 2016 szeptemberében tették ismertté, a Manhattan Short Film Festivalon. A pár a kijevi Iszlám Kulturális Központban házasodott össze a hagyományos Nikah esküvői ceremónia szerint. Szulejmanov nemrég végzett a Tarasz Sevcsenko Kijevi Nemzeti Egyetem Fizika és Matematika Tanszékén, és a muszlim-krími tatár közösség aktivistája.

## Diszkográfia

### Albumok
| Cím             | Részletek                                                                                        |
| --------------- | ------------------------------------------------------------------------------------------------ |
| For Every Heart | - Megjelenés: 2011. április 12. - Kiadó: Moon Records Ukraine - Formátum: digitális letöltés, CD |
| All or Nothing  | - Megjelenés: 2013. március 19. - Kiadó: Moon Records Ukraine - Formátum: digitális letöltés, CD |
| Podih           | - Megjelenés: 2015. október 12. - Kiadó: Moon Records Ukraine - Formátum: digitális letöltés, CD |
| 1944            | - Megjelenés: 2016. május 7. - Kiadó: Enjoy Records - Formátum: digitális letöltés, CD           |

### Középlemezek
| Cím       | Részletek                                                                                |
| --------- | ---------------------------------------------------------------------------------------- |
| Thank You | - Megjelenés: 2014. október 1. - Kiadó: Enjoy Records - Formátum: digitális letöltés, CD |

### Élő albumok
| Cím                         | Részletek                                                                    | Megjegyzés    |
| --------------------------- | ---------------------------------------------------------------------------- | ------------- |
| Live at Arena Concert Plaza | - Megjelenés: 2012 - Kiadó: Enjoy Records - Formátum: digitális letöltés, CD | - Koncert DVD |

### Kislemezek
| 2010                                                                      | You Are Made of Love | —  | —   | For Every Heart        |
| 2010                                                                      | It's Me, Jamala      | —  | —   | For Every Heart        |
| 2010                                                                      | Smile                | —  | —   | For Every Heart        |
| 2012                                                                      | Ja ljublju tyebja    | —  | —   | All or Nothing         |
| 2012                                                                      | Hurt                 | —  | —   | All or Nothing         |
| 2013                                                                      | Kaktusz              | —  | —   | All or Nothing         |
| 2014                                                                      | Zaplutalasz          | —  | —   | Thank You              |
| 2014                                                                      | Zliva                | —  | —   | Nem jelent meg albumon |
| 2014                                                                      | Csomu?               | —  | —   | Nem jelent meg albumon |
| 2015                                                                      | Ocsima               | —  | —   | Podih                  |
| 2015                                                                      | Sljah dodomu         | —  | —   | Podih                  |
| 2015                                                                      | Podih                | —  | —   | Podih                  |
| 2016                                                                      | 1944                 | 6  | 139 | 1944                   |
| 2016                                                                      | Zamanyly             | 17 | 199 | Nem jelent meg albumon |
| 2017                                                                      | I Believe in U       | —  | —   | Nem jelent meg albumon |
| 2017                                                                      | Сумую                | 29 | —   | Nem jelent meg albumon |
| 2018                                                                      | Крила                | —  | —   | Nem jelent meg albumon |
| "—" jelzi, ha a dal az adott országban nem ért el slágerlistás helyezést. |                      |    |     |                        |

## Filmográfia
| Év   | Dal                     | Rendező                         |
| ---- | ----------------------- | ------------------------------- |
| 2009 | History Repeating       | Alan Badojev                    |
| 2010 | You're Made of Love     | Katerina Carik                  |
| 2010 | It's Me, Jamala         | Charley Stadler                 |
| 2011 | Smile                   | Maksim Kszjonda                 |
| 2011 | Find Me                 | John X Carey                    |
| 2012 | Я люблю тебя            | Szerhij Szarahanov              |
| 2013 | Кактус                  | Denis Zaharov                   |
| 2013 | All These Simple Things | Olekszandr Milov                |
| 2013 | У осени твои глаза      | Viktor Vilks                    |
| 2014 | Чому?                   | Denis Zaharov, Olesz Szanyin    |
| 2015 | Заплуталась             | Anatolij Szacsivko              |
| 2015 | Иные                    | Mihajlo Jemeljanov              |
| 2016 | Шлях додому             | Hanna Kopilova                  |
| 2016 | 1944                    | Anatolij Szacsivko              |
| 2016 | Обещание                | Denis Zaharov, Olena Demjanenko |
| 2017 | I Believe in U          | Ihor Sztekolenko                |
| 2017 | Сумую                   | Ihor Sztekolenko                |
| 2018 | Ти любов моя            | Oleh Malamuzs                   |

| Év   | Cím                | Szerep                 |
| ---- | ------------------ | ---------------------- |
| 2014 | Поводир (A vezető) | Olha Levicka           |
| 2017 | Jamala.UA          | saját maga             |
| 2017 | Поліна (Polina)    | a királynő udvarhölgye |
| 2018 | Небо (Menny)       |                        |

| Év   | Cím                                                                   | Szerep       |
| ---- | --------------------------------------------------------------------- | ------------ |
| 2010 | Правдива історія про Червоні вітрила (A Scarlet Sails igaz története) | Kubai énekes |
| 2010 | Анатомія слави (A hírnév anatómiája)                                  | saját maga   |
| 2013 | Життя на продаж (Eladó életek)                                        | saját maga   |
| 2014 | Аліса в країні чудес (Alice Csodaországban)                           | Hernyó       |
| 2016 | Özüñe baq! (Nézz magadra!)                                            | saját maga   |
| 2017 | Jamalas kamp                                                          | saját maga   |

## Fordítás
- Ez a szócikk részben vagy egészben  a   Jamala című angol Wikipédia-szócikk fordításán alapul.  Az eredeti cikk szerkesztőit annak laptörténete sorolja fel. Ez a jelzés csupán a megfogalmazás eredetét és a szerzői jogokat jelzi, nem szolgál a cikkben szereplő információk forrásmegjelöléseként.